# Dannebroge (Schiff, 1692)
Die Dannebroge war ein 94-Kanonen-Linienschiff der dänischen Marine, das am 4. Oktober 1710 in einem Gefecht während des Großen Nordischen Krieges explodierte und sank. Fast alle 600 Mann der Schiffsbesatzung kamen dabei ums Leben.

## Bildergalerie

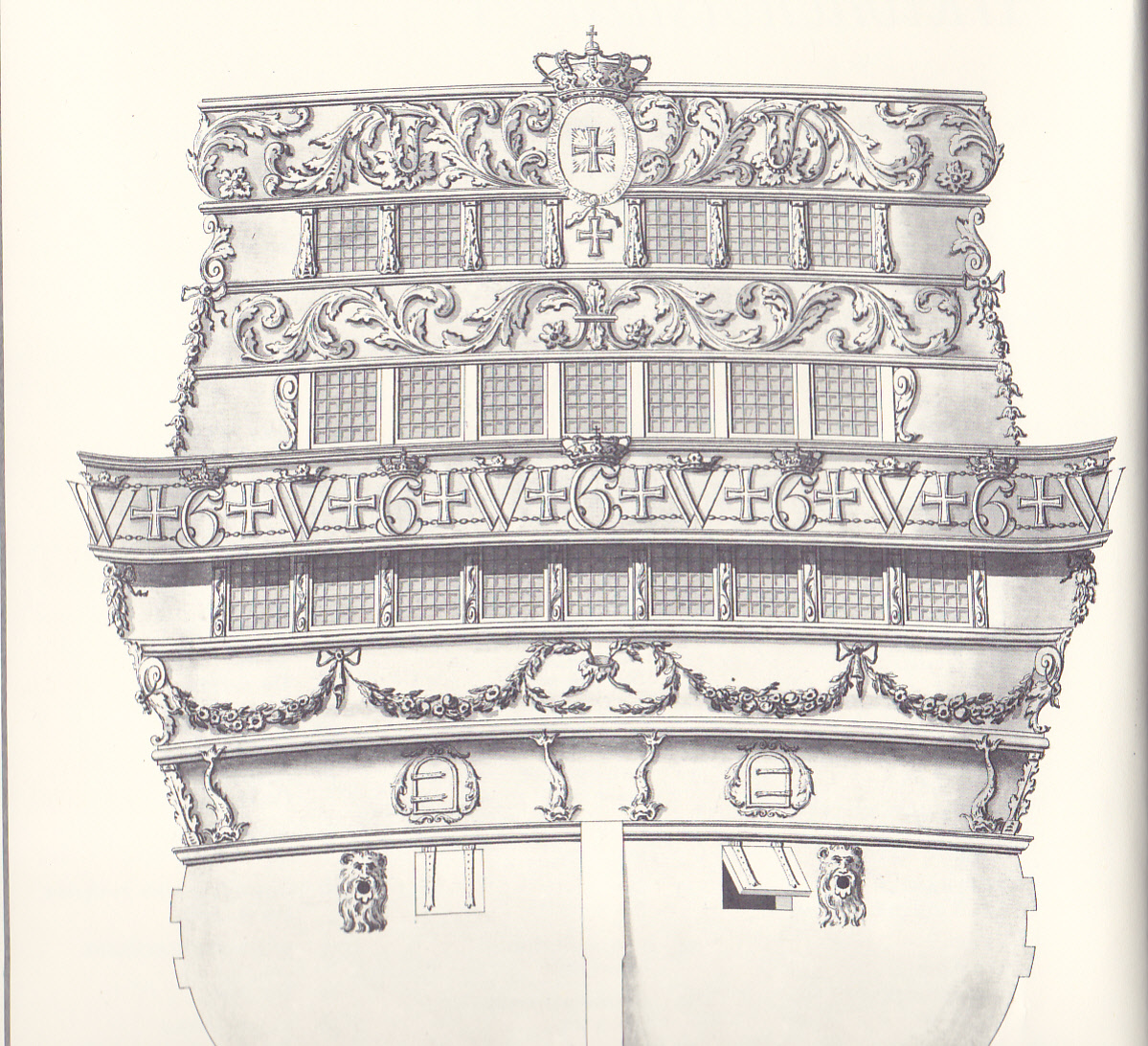
Heck der Dannebroge
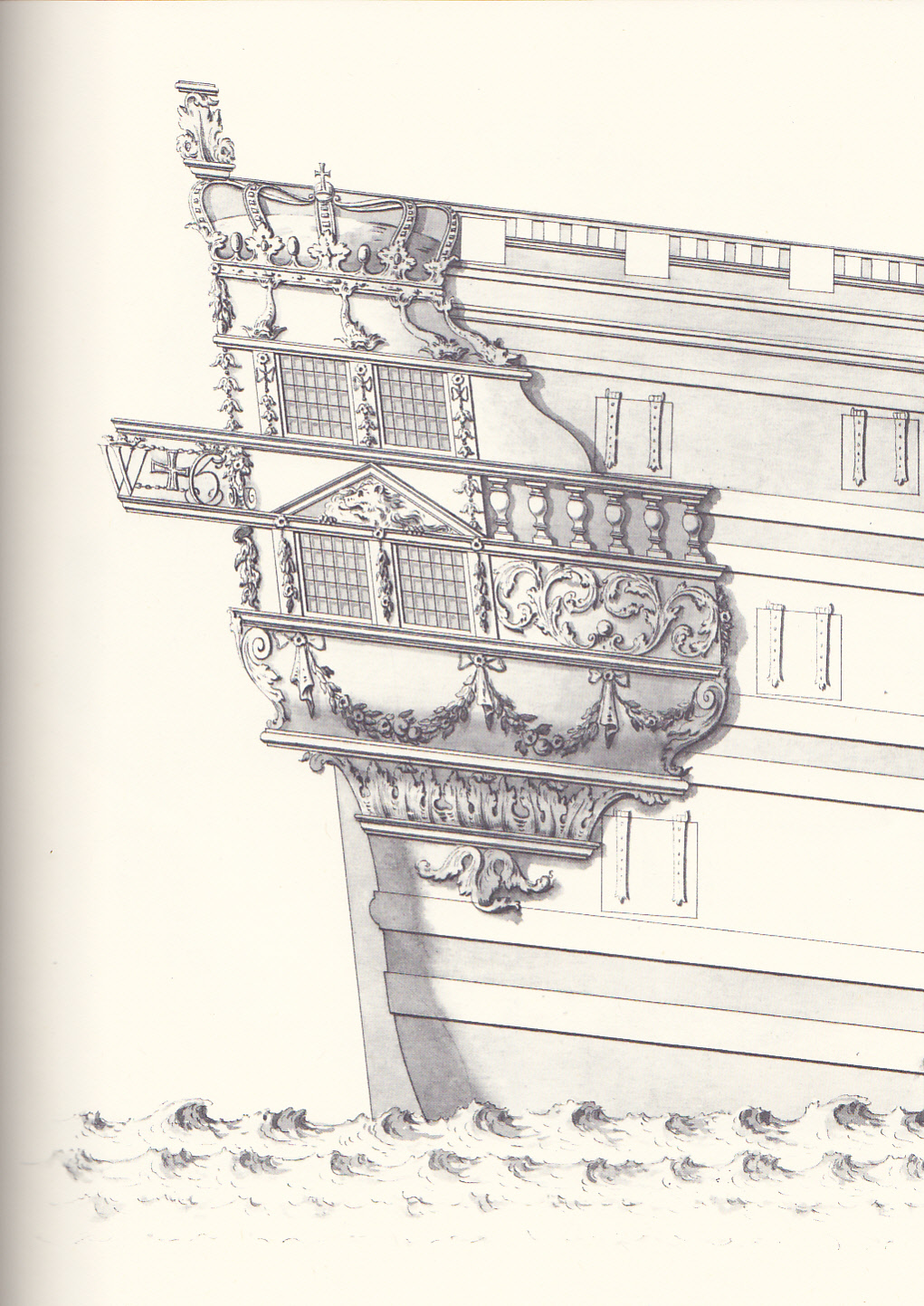
Seitenzeichnung
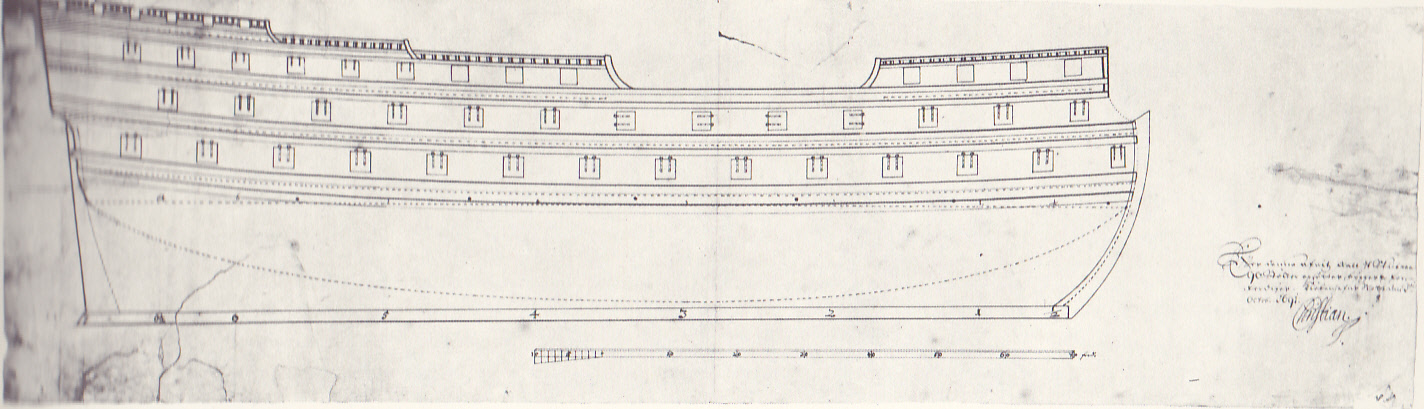
Seitenzeichnung
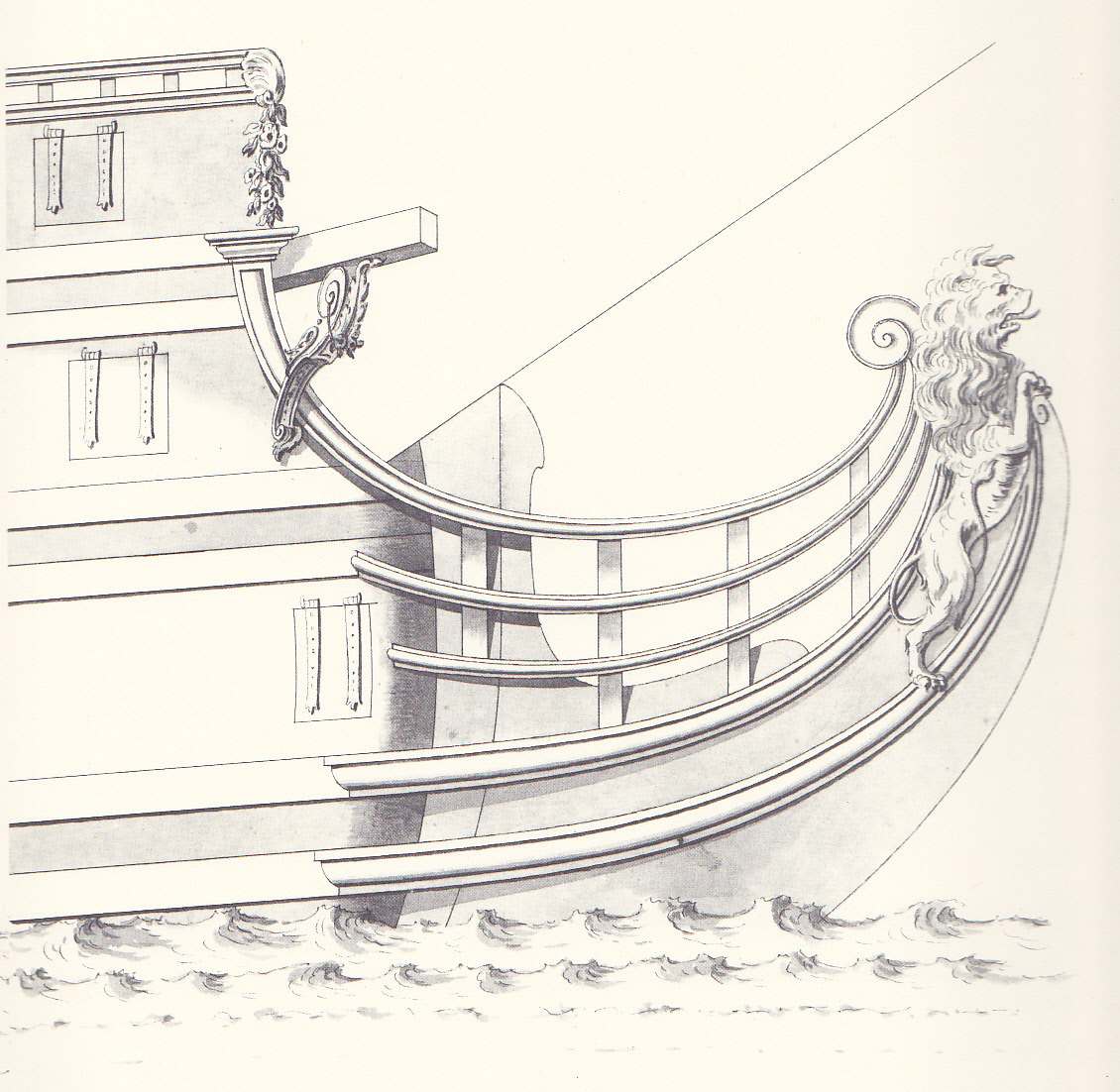
Bug mit Galionsfigur

## Geschichte
Die Dannebroge wurde im Jahre 1692 gebaut und war das größte Linienschiff in der dänisch-norwegischen Marine. Zu dieser Zeit war sie mit 84 Kanonen auf zwei Schiffsdecks bewaffnet und hatte eine Besatzung von 600 Mann.

## Die letzte Schlacht

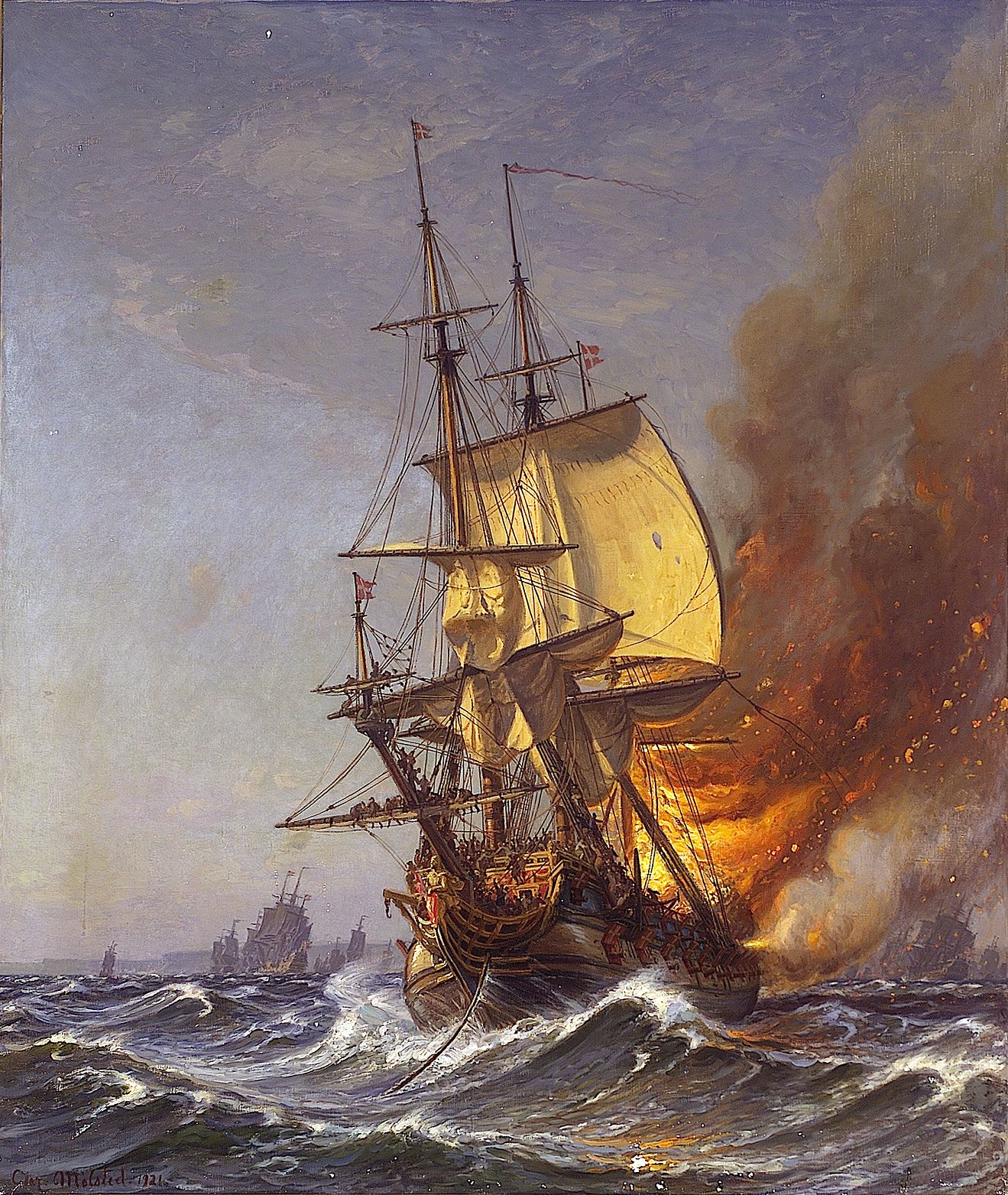
Die Dannebroge in Flammen

Im Jahr 1710 führte Dänemark-Norwegen den Großen Nordischen Krieg gegen Schweden. Kommandant der Dannebroge war Iver Hvitfeldt. Am 4. Oktober 1710 setzte das Schiff zusammen mit 44 anderen Schiffen die Segel mit dem Ziel Libau im heutigen Lettland. Die Flotte sollte 6000 russische Soldaten in die dänische Hauptstadt Kopenhagen geleiten.
Allerdings wurde die Flotte von einer schwedischen Flotte in der Køgebucht abgefangen. Im Zuge des Gefechtes fing das dänische Linienschiff Dannebroge Feuer. Da die Kanonen vom Dauerfeuer stark überhitzten, fingen die umliegenden Planken an zu brennen. Da die Gefahr bestand, dass das Schiff explodieren und dadurch andere Schiffe der Flotte in Brand setzen könnte, steuerte das Schiff nicht durch die Flotte hindurch an den Strand, sondern blieb vor Anker liegen. Die umliegenden Schiffe wurden angewiesen, sich vom brennenden Schiff zu entfernen. Schließlich explodierte das Schiff.
Der Oberbefehlshaber der dänischen Marine, Ulrik Christian Gyldenløve, verfolgte die Schlacht von seinem Schiff Elephanten aus und berichtete dem König später von dem Vorfall. Von den 600 Besatzungsmitgliedern überlebten nur zwischen drei und neun Männer die Explosion.

## Das Wrack

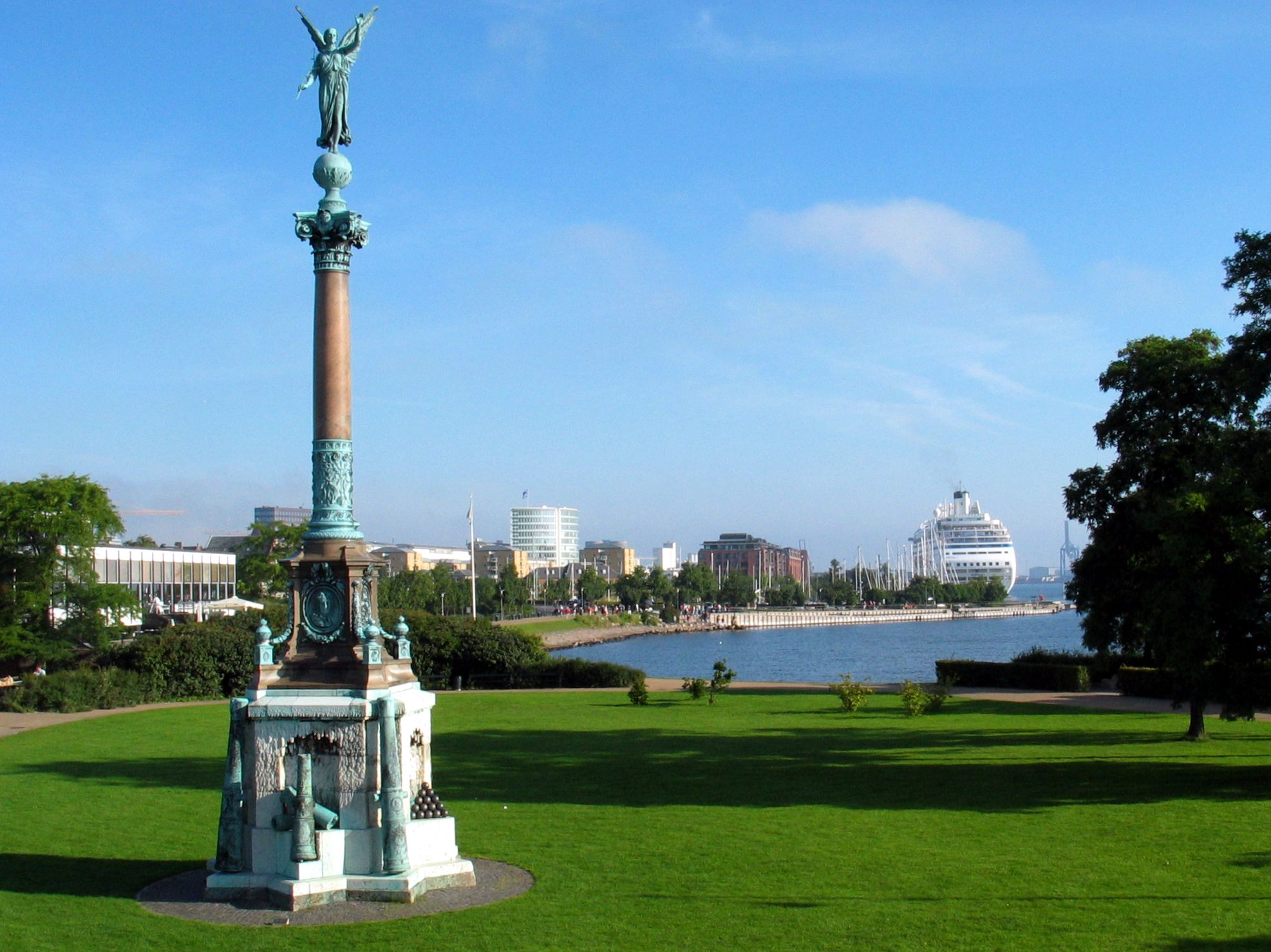
Denkmalsäule für den Kommandanten Iver Hvitfeldt

Die Dannebroge ist das einzige Wrack im dänischen Seegebiet (Position 55° 30′ N, 12° 30′ O), bei dem Tauchverbot herrscht. Die dänische Denkmalschutzbehörde (Kulturarvsstyrelsen) stufte das Wrack als Friedhof ein.
Einige Kanonen wurden im Jahre 1714 geborgen; andere wurden im Jahre 1875 von der Firma Svitzer geborgen. Einige der Kanonen wurden später vom dänischen Architekten Vilhelm Dahlerup für ein Denkmal zum Schiff verwendet. Dieses befindet sich heute in Kopenhagen.

## Ähnliche Schiffe
- Coronation – englisches 90-Kanonenschiff (Stapellauf 1685)
- Triomphant – französisches 94-Kanonenschiff (Stapellauf 1693)
- Konung Karl – schwedisches 108-Kanonenschiff (Stapellauf 1694)